# Vie contemplative

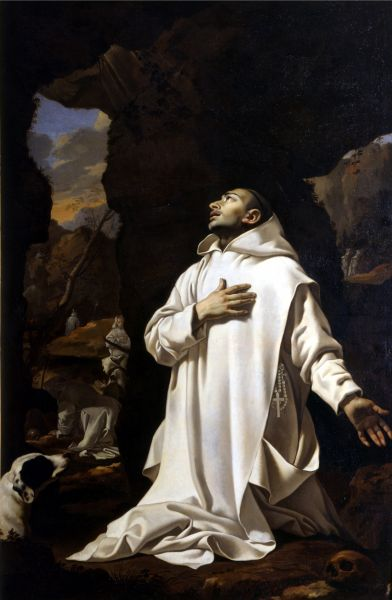
Saint Bruno le Chartreux, fondateur de l'Ordre des Chartreux, en extase.

La vie contemplative est une expression utilisée par Aristote (« bios theôrétikos ») et reprise dans le christianisme, pour désigner la vie du croyant « sous l'action du Saint-Esprit », et en particulier les expériences mystiques de contemplation de Dieu.
Il est d'usage, depuis le Moyen Âge, d'opposer la vie contemplative, tournée vers Dieu, à la vie active, centrée sur les activités matérielles.
L'expression vie mystique est parfois utilisée comme synonyme de vie contemplative, bien qu'elle exprime pour certains auteurs des réalités légèrement différentes. Si de nombreux ordres religieux ont pour vocation une vie contemplative, le Catéchisme de l’Église catholique indique que la « vie contemplative » est destinée à tous les chrétiens (même les laïcs). Certains auteurs rappellent que les non-chrétiens, voire les athées, sont susceptibles de vivre des « grâces contemplatives ».
L’Église catholique, ainsi que de nombreux religieux et mystiques indiquent que la vie contemplative débute par l'oraison et qu'elle est un chemin « d'amour, de confiance et d'abandon en Dieu ». Ces auteurs ajoutent que la progression sur la voie de la vie contemplative demande également des efforts, des sacrifices et de traverser des épreuves. Épreuves qui se feront purificatrices pour la sanctification de l'âme. Les grâces mystiques particulières qui émaillent parfois le chemin du contemplatif (extases, stigmates, etc.) sont, d'après l’Église, exceptionnelles et des « dons gratuits de Dieu ».

## Définition
Pour l’Église catholique, la contemplation consiste à « regarder, contempler » Dieu dans une « vision béatifique de Dieu dans sa gloire céleste ». Mais, « à cause de sa transcendance, Dieu ne peut être vu tel qu’Il est que lorsqu’il ouvre lui-même son mystère à la contemplation immédiate de l’homme, et qu’Il lui en donne la capacité ». Le Catéchisme de l’Église catholique précise que « la contemplation est regard de foi, fixé sur Jésus ». Le regard de Jésus purifiant le cœur du croyant. Le catéchisme ajoute : « la lumière du regard de Jésus illumine les yeux de notre cœur ; elle nous apprend à tout voir dans la lumière de sa vérité et de sa compassion pour tous les hommes ». Cette contemplation de Dieu amène un « progrès spirituel » qui tend à une union toujours plus intime avec le Christ. Cette union s’appelle « mystique », « parce qu’elle participe au mystère du Christ par les sacrements » ainsi qu'au mystère de la Sainte Trinité. Le docteur de l’Église Jean de la Croix résume tout cela en une phrase : « La contemplation n'est autre chose qu'une infusion secrète, pacifique et amoureuse de Dieu en l'âme, qui embrase l'âme de l'esprit d'amour ».
Si les termes de « vie contemplative » et de « vie mystique » sont souvent considérés, par différents auteurs, comme étant « identiques » ou recouvrant les mêmes réalités, le bienheureux père Marie-Eugène de l'Enfant-Jésus comme Jacques Maritain estiment qu'il y a une différence entre les deux termes. Pour ces deux hommes, la vie mystique intègre la vie contemplative (qui est une forme élevée de vie mystique, mais la vie mystique est plus large que la vie contemplative). Il est donc possible d'avoir une vie mystique sans contemplation. La contemplation se fait dans l'oraison, et cette contemplation est « une grâce de l'Esprit-Saint »,.
La vie contemplative consiste donc en une recherche de Dieu, au centre de son âme, guidé par l'Esprit-Saint. Le contemplatif trouve alors une grande paix spirituelle (dans son âme), quelles que soient les agitations extérieures. Cette paix n'est pas le sommeil ou le délassement, c'est « tout à la fois condition et résultat de l'union à Dieu par la contemplation, sérénité intérieure, paix du cœur ». Ce contact direct avec Dieu amène une purification de l'âme du contemplatif, qui, par don gratuit de Dieu se sanctifie progressivement.
Les chartreux décrivent la contemplation comme « un pur don de Dieu (...) elle est jouissance et rassasiement sans cesse renouvelé de toutes les possibilités de l'amour du cœur ».
Pour le père carme Jean-Raphaël, la définition de la « contemplation » dépasse la seule « contemplation divine » : pour lui la contemplation c'est « l'activité d'accueil de la vérité (des choses, des personnes, de Dieu) » telles qu'elles sont réellement. Il s'agit pour le croyant (pour l'homme ou la femme) de regarder vraiment une personne (ou une chose, ou bien Dieu), de « voir les trésors de bonté en elle », comme Jésus la regarde, regarder toute « la bonté mise par Dieu dans cette personne en face de moi ». Pour le carme, contempler c'est « voir vraiment ». Il met en opposition, le « regard avec convoitise » avec le « regarder dans l'admiration ». Pour lui, regarder dans l'admiration, c'est regarder (la personne) comme elle se donne, ce regard fait grandir la personne regardée (et me procure une grande joie). Mais la regarder avec convoitise est un viol qui « cherche à prendre quelque chose de précis en elle ».

## Les contemplatifs

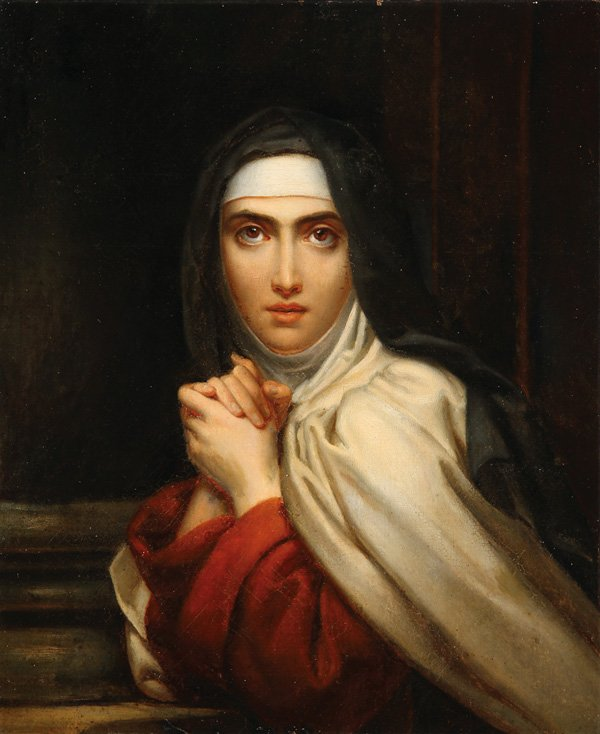
Thérèse d'Ávila, mystique carmélitaine, auteur de nombreux ouvrages dont Le Château intérieur.

Dès le début du christianisme, de nombreux religieux ont cherché à vivre cette vie contemplative en consacrant toute leur vie à la prière. Le catéchisme rappelle que « la vie consacrée (...) est une des sources vives de la contemplation et de la vie spirituelle dans l’Église ». Pour l’Église catholique, « Dieu nous appelle tous à cette intime union avec lui » : tous les chrétiens sont donc appelés à la contemplation et la vie contemplative. Mais le catéchisme précise que les « grâces spéciales ou des signes extraordinaires de cette vie mystique » ne sont accordés qu'à une minorité de croyants, « en vue de manifester le don gratuit que Dieu fait à tous ». Ce point concernant les grâces mystiques (réservées par Dieu à quelques-uns) est régulièrement repris par des auteurs religieux, comme le père Marie-Eugène de l'Enfant-Jésus, qui, citant les écrits de Thérèse d'Avila et Jean de la Croix, affirme que tous les chrétiens sont appelés à vivre une vie contemplative, mais pas (forcément) avec des extases, car Dieu, dans sa liberté, donne des grâces contemplatives à certains, mais pas à tout le monde. De nombreux autres religieux expriment régulièrement la même idée),.
Si pour l’Église catholique « tout le monde est appelé à la vie mystique et/ou la contemplation », les chrétiens comme les non-chrétiens, les chrétiens avec le baptême, disposent des vertus infuses nécessaires pour débuter cette vie contemplative. Le père Marie-Eugène ajoute « toute âme peut être portée par Dieu à la plénitude de la vie mystique et de la contemplation »,. De même, pour les chartreux, le « but de leur vie est l'union à Dieu dans l'amour », « une union aussi profonde et aussi continuelle que possible qui s'achèvera au ciel dans la vision de Dieu tel qu'Il est ». C'est pour cela que dans leur engagement monastique, leur « vie toute [sic] entière est tournée vers ce but d'où le nom de "vie contemplative". ». L'expérience contemplative n'est donc pas réservée aux chrétiens, ni même aux croyants : les athées peuvent avoir des grâces mystiques de contemplation (divine). Ainsi, le père carme Philippe de Jésus-Marie (ocd), cite comme exemple le cas d'André Comte-Sponville, athée, qui témoigne dans un de ses ouvrages d'une expérience mystique de contemplation. De même, un autre auteur non croyant à l'époque, Jean-Marc Potdevin, raconte lui une « grâce de contemplation divine » vécue involontairement, expérience mystique qui le bouleverse et qui l'amènera à un chemin de recherche spirituelle.

### Les ordres contemplatifs
Dès les premiers siècles de l’Église, des hommes et des femmes ont cherché à quitter leur vie quotidienne pour rechercher dans la solitude « l'union à Dieu »,. Si les premiers ordres contemplatifs se développent très vite (comme les bénédictins au VIe siècle) ceux-ci conservent une part de travail importante. Des ordres religieux à vocation pleinement contemplative se développent plus tard, au Moyen Âge avec les chartreux (XIe siècle), les carmes ou les clarisses (XIIIe siècle). Pour l'Église catholique, cette vie consacrée contemplative est une des sources de « la vie spirituelle dans l’Église ».

## Les effets de la contemplation

### Les effets dans l'âme
Dès le début du christianisme, des religieux ont affirmé que le but de la contemplation est de « goûter dans notre cœur et expérimenter dans notre esprit la puissance de la présence divine et la douceur de la gloire céleste », vivre cette rencontre qui sera faite après la mort, « dès maintenant dans cette vie mortelle »,
. C'est ce que redit le docteur de l'Église Jean de la Croix dans son ouvrage la Vive flamme d'Amour : « L'âme transformée en flamme d'Amour, reçoit un avant-gout de la vie éternelle ». Plus loin il ajoute « Cet amour (entre l'âme et Dieu) est l'amour même de la vie éternelle ».
Pour Jean de la Croix, cette union de l'âme avec Dieu, amène l'âme à vivre de la vie de Dieu, et même de « posséder Dieu par l'union d'Amour ». Le contemplatif entre alors dans « un état plus céleste que terrestre ».
Pour le père carme Jean-Raphaël, « le but de notre vie est de rencontrer Dieu, de vivre avec lui et de l'aimer ». La contemplation, de Dieu comme des autres personnes, ou de la nature « est source d'une joie plus grande » qu'un regard « de convoitise », car « la bonté des êtres (que je regarde avec contemplation) dépasse ce que je peux en consommer (en la regardant avec convoitise) ». Il ajoute que, de plus, regarder dans l'admiration fait grandir la personne qui est « regardée ». Pour passer de la convoitise à la contemplation, le père Jean-Raphaël propose de développer la sobriété en renonçant « à beaucoup posséder pour quitter la jouissance des choses » et entrer dans la contemplation (et donc le don gratuit).

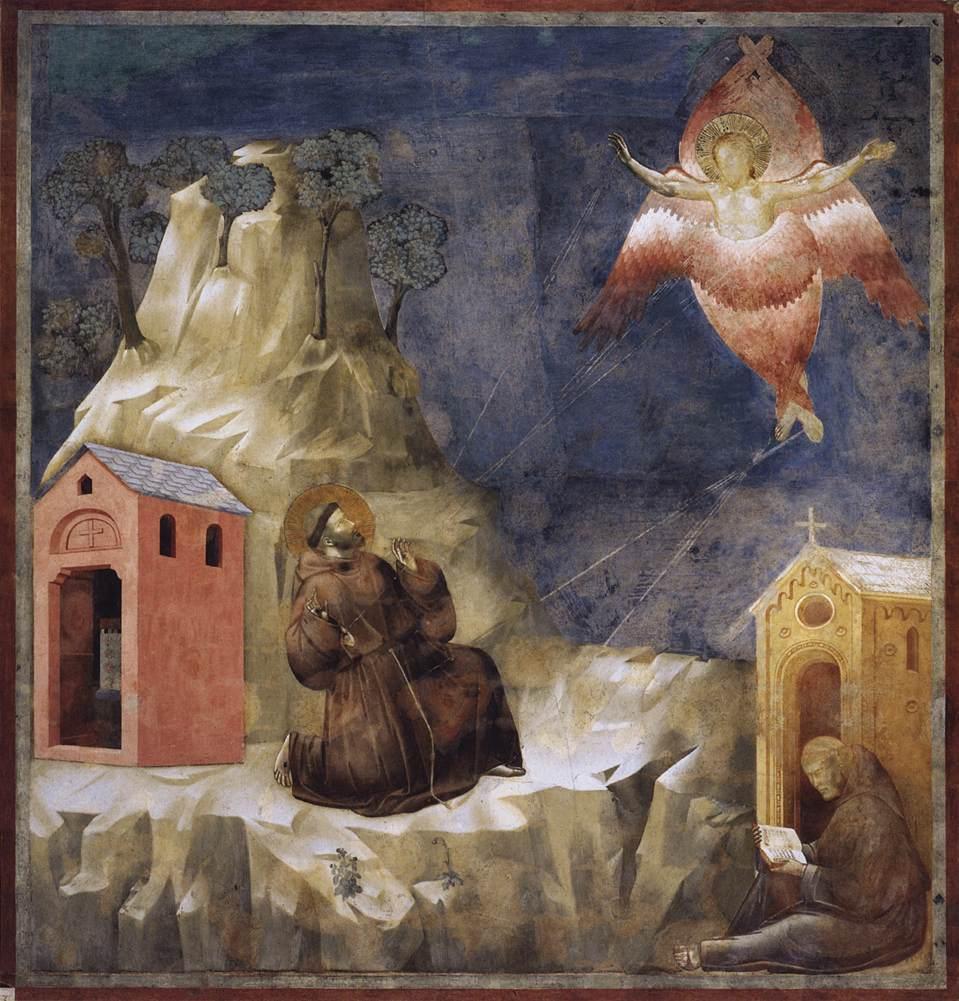
Saint François d'Assise recevant les stigmates.

### Les grâces mystiques
La vie contemplative est parfois associée à des « phénomènes mystiques » particuliers (phénomènes appelés par l’Église catholique « grâces mystiques »). Dans le Catéchisme il est précisé que ces phénomènes sont exceptionnels et donnés gratuitement par Dieu, dans sa grande liberté, « en vue de manifester le don gratuit (de la contemplation) fait à tous ». Parmi ces grâces spéciales nous pouvons citer : les extases, les stigmates, les visions et la lévitation.

### L'action apostolique
L'entrée du fidèle dans la contemplation l'amène à développer une action envers les autres car « le désir d'être utile à son prochain est le fruit de la vie spirituelle et contemplative ». L'action d'apostolat et la contemplation s'unissent : « l'âme n'est jamais plus active et puissante que lorsque Dieu la maintient dans la solitude de la contemplation ; elle n'est jamais plus contemplative que lorsqu'elle est engagée dans les travaux pour faire la volonté de Dieu et sous l'emprise de l'Esprit-Saint ».
Thérèse d'Avila dans ses écrits, comme Jean de la Croix dans son ouvrage Vive Flamme, indiquent que le niveau d'apostolat progresse suivant l'avancée du fidèle dans les demeures, et atteint son paroxysme (« l'apostolat parfait ») lorsque le fidèle entre dans la 6e demeure. Ce lien apostolat-contemplation est exprimé par Jean-Paul II dans son encyclique Redemptoris missio lorsqu'il déclare que le « missionnaire doit être un contemplatif en action ». Au XVIIe siècle, Pierre de la Mère de Dieu, dans sa réflexion sur « le rapport entre contemplation et action dans la spiritualité carmélitaine » avait déclaré que « la contemplation n'obtient pas sa dernière perfection sans l'action ». Le père Marie-Eugène de l'Enfant-Jésus, conclut que la contemplation est intrinsèquement liée à un apostolat en action, et que « l'union transformante ou mariage spirituel s’épanouit dans la maternité spirituelle ». La fécondité de l'union devient le « but à atteindre » du contemplatif.
Mais si le contemplatif ne peut lui-même mener les actions d'apostolat (comme les religieux cloitrés tels les chartreux, les clarisses...), cet apostolat rejaillit sur l’Église. Ce point, rapidement évoqué dans le catéchisme de l’Église catholique, a été affirmé par le pape saint Jean-Paul II, dans sa lettre aux chartreux en 1984 : la vie de prière, d'oraison et de contemplation (des chartreux) contribue à l’expansion de l'Église « par une fécondité apostolique cachée ».

## Le chemin de la contemplation

### L'oraison

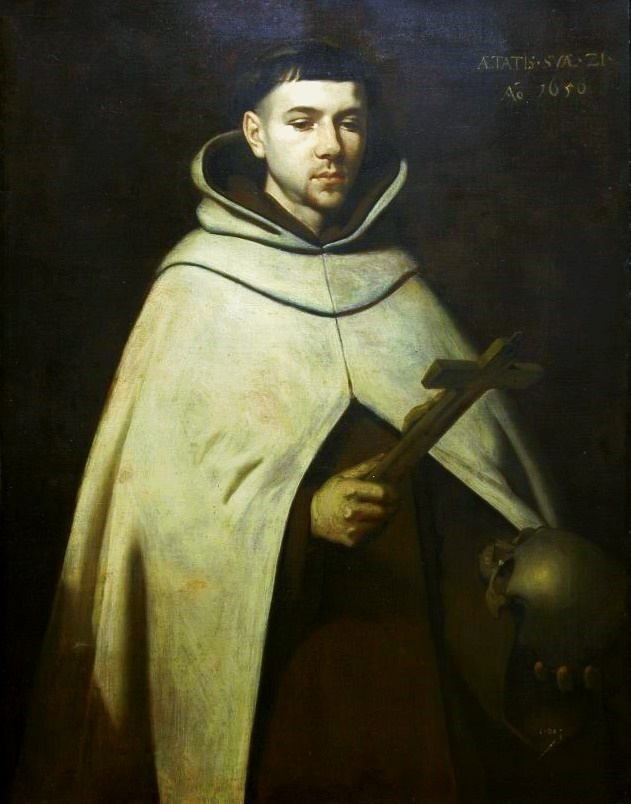
Jean de la Croix, Docteur de l’Église, auteur de plusieurs ouvrages décrivant le chemin spirituel du contemplatif dont La Montée du Carmel et La Vive Flamme d'amour.

Le point d'entrée de la vie contemplative est l'oraison qui est écoute de Dieu et descente au plus profond de son âme pour le retrouver,,. Thérèse d'Avila a découpé le chemin du contemplatif en sept demeures, avec l'oraison au centre de son cheminement Pour le père Marie-Eugène de l'Enfant-Jésus, la vie mystique (et donc contemplative), concerne les quatre dernières demeures du château intérieur (à partir du moment où le fidèle entre pleinement dans une vie d'oraison). Mais si c'est le fidèle qui décide de faire oraison, l'entrée en contemplation n'est pas de son initiative, elle vient de Dieu car « la contemplation consiste à recevoir ». Les chartreux précisent : « le secret de la contemplation est d'abord de reconnaître et d'accepter notre pauvreté, puis de nous abandonner entre les mains de notre Père », « notre seule œuvre est de croire, de faire confiance à sa tendresse sans mesure, de nous rendre disponible pour qu'Il réalise en notre être le plus intime son dessein d'amour ».

### Les épreuves
Le chemin d'approfondissement de la vie spirituelle, d’approfondissement de la vie contemplative passe par les épreuves et la souffrance : le catéchisme dit « le chemin de la perfection passe par la croix. Il n’y a pas de sainteté sans renoncement et sans combat spirituel ». Ainsi, à la suite de nombreux saints et mystiques, l’Église catholique déclare que le contemplatif ne pourra progresser dans la contemplation (ou simplement continuer à jouir des grâces contemplatives) s'il n'est pas « prêt à embrasser sa Croix », avec « une résolution ferme, une détermination absolue, inébranlable, de ne pas s'arrêter avant d'avoir atteint la source quoi qu'il arrive ou puisse survenir, quoi qu'il en puisse coûter, quelques critiques dont on soit l'objet, qu'on doive arriver au but ou mourir en chemin, accablé sous le poids des obstacles »
à « s'engager dans un amour désintéressé » pour Dieu. Le père Marie-Eugène estime que peu d'âmes arrivent à la vie mystique par manque de courage, de volonté et de directeur spirituel éclairé. Au XVIe siècle Jean de la Croix écrivait déjà : « peu d'âmes atteignent ce haut degré de perfection de l'union avec Dieu (...) parce qu'elles refusent d'être menées par la voie des souffrances ». Thérèse d'Avila précise que ce chemin doit être suivi par amour, par un « amour désintéressé » et déterminé.

### Les purifications de l'âme
Le docteur de l’Église Jean de la Croix qui a décrit ce chemin de contemplation et de purification indique qu'après une phase de purification « active » de l'âme, il entre dans une nouvelle phase spirituelle appelée « nuit obscure » où Dieu devient l'acteur principal de la purification, et le sujet (ainsi que son âme) se trouvent « passifs ». La contemplation devient alors « purificatrice ». Mais cette âme, sanctifiée par Dieu, se croira alors « abandonnée de Dieu » voire « n'ayant plus la foi »,.

## L'oppositionvie contemplative/vie active
- Vie apostolique